# The House of the Scorpion
The House of the Scorpion  é uma obra da autora Nancy Farmer. É um livro de ficção científica.
Neste livro, que foi premiado com melhor livro juvenil dos Estados Unidos da América se encontram temas com drogas, violência, preconceito e escravidão.